# Ahn Jin-hui
Ahn Jin-hui (* 6. März 1991 in Seoul) ist ein südkoreanischer Eishockeyspieler, der seit 2019 erneut bei Anyang Halla in der Asia League Ice Hockey spielt.

## Karriere
Ahn Jin-hui begann seine Karriere als Eishockeyspieler in der Mannschaft der Kyung-bok Highschool. Später wechselte er zur Korea University, deren Team er auch als Mannschaftskapitän auf das Eis führte. Nachdem er die Spielzeit 2013/14 bei Kiekko-Vantaa in der Mestis, der zweithöchsten finnischen Spielklasse verbracht hatte, kehrte er 2014 nach Südkorea zurück und spielt dort seither für Anyang Halla in der Asia League Ice Hockey. 2016, 2017 und 2023 gewann er mit dem Team die Meisterschaft der Asia League. 
Zwischen 2017 und 2019 leistete er seinen Militärdienst ab und spielte für Daemyung Sangmu, den Militärsportverein der koreanischen Streitkräfte, in der koreanischen Meisterschaft. Er gehörte zu den letzten Spielern des Eishockeyprogramms der Streitkräfte. Anschließend kehrte er zu Anyang Halla zurück.

### International
Für Südkorea nahm Ahn Jin-hui bereits an den U18-Weltmeisterschaften 2008 und 2009 in der Division II teil. Nachdem er in der Spielzeit 2012/13 sein Debüt in der A-Nationalmannschaft des asiatischen Landes gegeben hatte, wurde er 2015 erstmals bei der Weltmeisterschaft eingesetzt und stieg mit seiner Mannschaft sogleich von der B- in die A-Gruppe der Division I auf. Dort spielte er dann bei den Weltmeisterschaften 2016 und 2017, als den Ostasiaten erstmals der Aufstieg in die Top-Division gelang. Dort spielte er dann bei der Weltmeisterschaft 2018. Nach dem sofortigen Wiederabstieg spielte er bei den Weltmeisterschaften 2019, 2022, 2023 wieder in der Division I.
Zudem vertrat er seine Farben bei den Olympischen Winterspielen 2018 im eigenen Land und bei der Qualifikation für die Olympischen Winterspiele in Peking 2022.

## Erfolge und Auszeichnungen
- 2009 Aufstieg in die Division I bei der U18-Weltmeisterschaft der Division II, Gruppe A
- 2015 Aufstieg in die Division I, Gruppe A, bei der Weltmeisterschaft der Division I, Gruppe B
- 2016 Meister der Asia League Ice Hockey mit Anyang Halla
- 2017 Meister der Asia League Ice Hockey mit Anyang Halla
- 2017 Aufstieg in die Top-Division bei der Weltmeisterschaft der Division I, Gruppe A
- 2023 Meister der Asia League Ice Hockey mit Anyang Halla

## Asia-League-Statistik
Stand: Ende der Saison 2022/23